# فرودگاه مارگارت لیک
فرودگاه مارگارت لیک (به انگلیسی: Margaret Lake Airport) یک فرودگاه خصوصی است که یک باند فرود چمن دارد و طول باند آن ۱۲۱۹ متر است. این فرودگاه در کشور کانادا قرار دارد و در ارتفاع ۸۳۸ متری از سطح دریا واقع شده‌است.